# ヴィンツェンツ・ミュラー

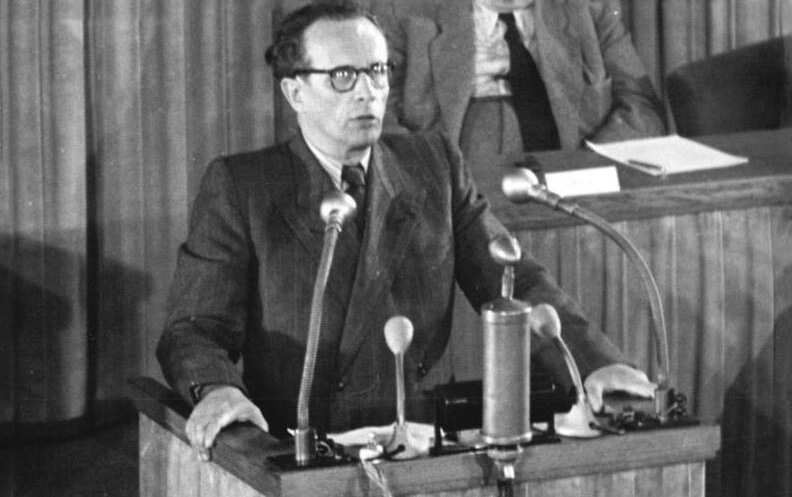
人民議会副議長当時のミュラー（1951年）

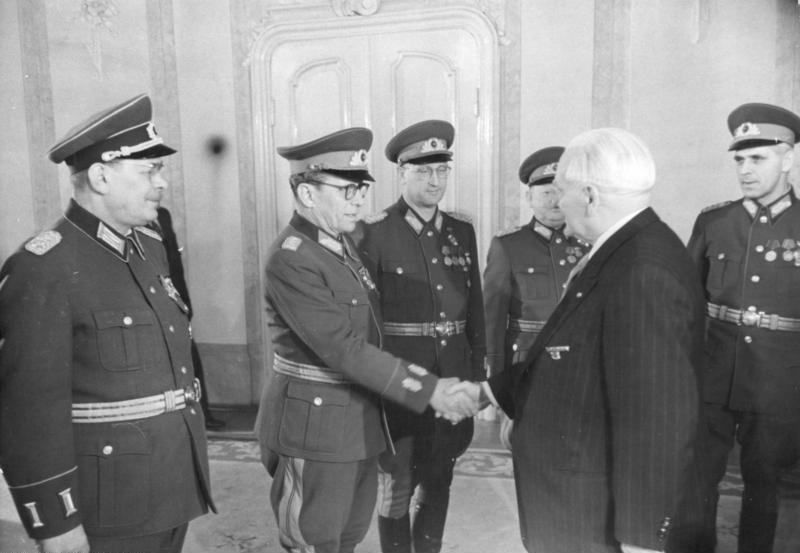
ヴィルヘルム・ピーク大統領と握手するミュラー。右端は国防相ヴィリー・シュトフ大将（1957年）

ヴィンツェンツ・ミュラー（Vincenz Müller, 1894年11月5日–1961年5月12日）は、ドイツの軍人。ドイツ国防軍中将を経て、ドイツ民主共和国（東ドイツ）の国防次官兼参謀総長を務めた。

## 経歴
皮革職人の息子としてバイエルン王国のアイヒャッハに生まれる。アビトゥーアに合格後、職業軍人への道を選び、プロイセン王国陸軍に入営。第一次世界大戦が始まった1914年に少尉に任官し、ドイツ軍事顧問団の一員としてトルコに派遣される。戦後も軍に残り、工兵大隊で小隊長を務める。1923年にベルリンの国防省に転属となり、1933年まで軍部の有力者クルト・フォン・シュライヒャーの下で働く。その間1926年から1927年まで参謀教育を受ける。1927年に少佐に昇進。1931年まで国防省政治部に勤務。その後ミュンヘンの第7工兵大隊で中隊長を務めたのち、ミュンヘンの第3軍管区司令官顧問を務める。
1933年から1935年まで第7軍管区動員局設立責任者を務めたのち、1937年まで陸軍参謀本部動員課長。陸軍大学で学んだ後、第二次世界大戦中の1940年まで第2軍集団主任参謀。1940年から1943年まで第17軍参謀長を務め、東部戦線のザコパネにあった。同年少将に昇進。野戦病院への入院を経て中将に昇進し、第4軍配下の第56歩兵師団長に任命された。ソ連軍による1944年のバグラチオン作戦により7月3日に第4軍が包囲されると軍の指揮を引き継いだが、7月8日に降伏しソ連軍の捕虜になった。捕虜収容所にある間はソビエト連邦当局がドイツ軍捕虜に結成させた「自由ドイツ国民委員会」や「ドイツ将校同盟」に加入し、転向した。
釈放後の1948年に東ドイツのドイツ国民民主党 (NDPD) に加入。1949年から1952年まで党代表代行及び人民議会副議長。1952年に中将として内務省に入り、第一次官及び内務省参謀局事務部長。1953年に兵営人民警察隊長代行及び参謀長に就任。1956年に国家人民軍が設立されると、国防省に転じて次官兼参謀総長に任命された。この当時、バイエルン時代の旧友である西ドイツのフリッツ・シェーファー(de:Fritz Schäffer)財務相と東ベルリンで秘密裏に会談し、分裂した東西ドイツの和解について話し合っている。しかしドイツ国防軍の元高官という前歴はミュラーの政治的足かせとなり、徐々に権力を縮小され、1958年2月には退役させられた。1961年に東ベルリンにある自宅のバルコニーから転落死したが、神経衰弱および健康悪化による自殺と断定された。

## 文献
- Peter J. Lapp: General bei Hitler und Ulbricht. Vincenz Müller - Eine deutsche Karriere, Christoph Links Verlag, September 2003, ISBN 3861532867